# ウコンラッパバナ
ウコンラッパバナ（学名：Solandra maxima）はナス科のつる性常緑樹。和名と英名は花の色と形にちなむ。

## 特徴
長さ2–7 m、20mに達するともされる。茎の節から気根を出して他物に絡みつき這い上がる。葉は楕円形で長さ12–20 cm、表面に光沢があり厚く、全縁で互生する。長い葉柄を持つ。花は径10–20 cmの巨大なラッパ状で、花冠はくすんだ黄色（鬱金色）で、5裂して先は反転し、内側に紫色のすじが入る。花は微かな芳香を放つ。開花時の花色は緑白色で、徐々に黄色に変化する。雄しべは5本。花期は12–5月。樹液は有毒であり注意を要する。

## 原産地と利用
メキシコ～熱帯アメリカ原産。つる植物の中では大きな花をつける植物として知られ、熱帯～亜熱帯の各地で庭や公園へ地植え、棚仕立てやパーゴラの他、フェンスや壁面緑化に用いられる。挿し木で繁殖可能で、気根のついた茎を挿し木すると容易に根付く。日当たりの良い湿り気のある肥沃な場所を好むが、窒素肥料が多すぎると花がつきにくい。新芽の先に花をつけるので、剪定整枝により鉢栽培も可能。冬季は6–8℃以上を保てば越冬可能。徒長枝が出やすいため適宜間引き剪定を行い樹姿を整える必要がある。病虫害の発生は少ない。

## 近縁種
- ナガラッパバナ S. longiflora

キューバや西インド諸島原産。白～淡黄色の花を咲かせる。花径はウコンラッパバナよりやや小さいが、長さは30 cmと大きく、内側に紫色のすじが入る。

## ギャラリー
2025年2月 沖縄県本部町 熱帯ドリームセンター
- 長い葉柄をもつ葉
- 6裂する花弁と6本の雄しべをもつ花もみられる
- 植栽

2025年2月 沖縄県名護市 名護城公園
- パーゴラへ利用
- 気根
- 蕾
- 新旧の花